# Nantapol Supathai
Nantapol Supathai (tiếng Thái: นันทพล ศุภไทย) là một cầu thủ bóng đá từ Thái Lan. Hiện tại anh thi đấu cho Phrae United ở Thai League 3.
Anh được bình chọn là thủ môn xuất sắc nhất ở Giải bóng đá hạng nhất quốc gia Thái Lan 2010.